# Belgian Afro Beat Association
Belgian Afro Beat Association is een Belgische afrobeatband die ontstond door een samenwerking van muzikanten van Wawadadakwa en The Internationals, uitgebreid met muzikanten van El Tattoo del Tigre.
De band ontstond uit een optreden dat Wawadadakwa en The Internationals ter nagedachtenis van Willem De Coninck, de bij een auto-ongeluk omgekomen percussionist van El Tattoo Del Tigre.
De band speelde op een aantal wereldmuziekfestivals. Organisatorisch was het echter moeilijk de ongeveer 20 muzikanten steeds bij elkaar te brengen, zodat de band na korte tijd uiteenviel. Een aantal leden gingen verder onder de naam Shakara United

## Discografie
- 2003 The king is among us

De muzikanten die meerwekten aan het album waren:
- Trombone – Marc Meeuwissen, Stefaan Blancke, Tom Verschoore
- Basgitaar – Kristiaan Bosschaerts, Steven Van Gool
- Drums – Lieven Declercq, Winok Seresia
- Gitaar – Dennis Dellaert, Simon Pleysier
- Keyboards – Luc Weytjens
- Percussie – Babs Jobo, Bodé Owa, Danny Van Rietvelde, Junior Mthombeni, Kobe Proesmans
- piccolo – Cassie Vanderwaeren
- Basklarinet – Peter Vermeersch
- Saxofoon – Benjamin Boutreur, Gert Wyninckx, Hans Schroeven, Jan Peeters, Roel Jacobs
- Trompet – Bert Bernaerts, Dirk Timmermans, Luc Van Tilborgh, Sam Vloemans
- Techniek: Pieter Nys, Bert Lenaerts, Johan Van den Bosche